# كونيزة دردارية الأوراق
كونيزة دردارية الأوراق (الاسم العلمي: Conyza ulmifolia) هي نوع من النباتات يتبع جنس الكونيزة من الفصيلة النجمية.